# Podkvasti lok
Podkvasti lok (arabsko قوس حدوة الحصان; špansko arco de herradura), imenovan tudi mavrski lok in lok brez sklepnika, je vrsta loka, pri katerem se krožna krivulja nadaljuje pod vodoravno črto njegovega premera, tako da je odprtina na dnu loka ožja od celotnega razpona loka. Dokaze za najzgodnejšo uporabo te oblike najdemo v poznoantični in sasanidski arhitekturi, nato pa so jo v Španiji uporabljali Vizigoti. Toda v 19. stoletju, morda ko te prejšnje uporabe še niso bile realizirane, je postal simbol islamske arhitekture, zlasti mavrske arhitekture in mozarabske umetnosti v Iberiji. Kasneje se je pojavil tudi v slogih mavrskega preporoda in secesije. Podkvasti loki so lahko zaobljeni, koničasti ali večlistni (nazobčani) in plamenasti.

## Zgodovina

### Izvori in zgodnja uporaba
Izvor podkvastega loka je zapleten. Pojavil se je v predislamski sasanidski arhitekturi, kot sta Taq Kasra v današnjem Iraku in palača Ardašir v jugozahodnem Iranu (3. stoletje n. št.). Pojavil se je tudi v poznorimski ali bizantinski arhitekturi, pa tudi v rimski Španiji. V bizantinski Siriji je bila oblika uporabljena v krstilnici svetega Jakoba v Nusaybinu (4. stoletje n. š.) in v Kasr ibn Vardanu (564 n. š.).
Drug možen izvor motiva podkvastega loka je Indija, kjer so v skalo vklesani templji z blago ukrivljenimi podkvastimi loki ohranjeni iz zgodnjih obdobij, čeprav so bili izklesani v skali in ne zgrajeni in verjetno posnemajo starejše oblike v lesu. Na primer, oblike podkvastega loka najdemo v delih jam Adžanta in Karla, ki izvirajo iz približno 1. stoletja pred našim štetjem do 1. stoletja našega štetja.
Podkvasti loki iz žgane opeke so bili najdeni v tako imenovani Grobnici opečnih lokov v Aksumu (današnja Etiopija), zgrajeni v času Aksumskega kraljestva in pogojno datirani v 4. stoletje našega štetja. V publikaciji iz leta 1991 arheolog Stuart C. Munro-Hay nakazuje, da bi lahko bili to dokazi, da je prenos arhitekturnih idej potekal po poteh, ki jih znanstveniki prej niso upoštevali. Predlaga, da bi lahko bili iz opeke zgrajeni podkvasti loki aksumitska inovacija, ki temelji na idejah, ki so se prenašale prek trgovine z Indijo.
Dodatne dokaze o njihovi uporabi najdemo tudi v zgodnjekrščanski arhitekturi v bizantinski Anatoliji in so postali značilni za krščansko arhitekturo v Kapadokiji, čeprav se o izvoru te regionalne značilnosti včasih razpravlja. Zgodnji primer o njegovi uporabi v Anatoliji najdemo v samostanu Alahan v današnji južni Turčiji, najverjetneje iz 5. stoletja. V vizigotski Španiji so podkvaste oboke našli na primer v cerkvi Santa Eulalia de Boveda blizu Luga in cerkvi Santa Maria de Melque blizu Toleda. Na severu Španije so našli nekaj nagrobnikov iz tega obdobja s podkvastimi loki, kar je sprožilo ugibanja o predrimski lokalni keltski tradiciji.
V zgodnji islamski arhitekturi so se nekateri podkvasti loki pojavili v omajadski arhitekturi od 7. do 8. stoletja. Najdemo jih v mošeji Omajadov v Damasku, čeprav njihova oblika podkve ni zelo izrazita. Najdemo jih tudi v palači Omajadov v Amanski citadeli v današnji Jordaniji.
Po Giovanniju Teresiu Rivoiri, arheologu, ki je pisal v začetku 20. stoletja, je koničasta različica podkvastega loka islamskega izvora. Po Rivoiri je bil ta tip loka prvič uporabljen v mošeji Ibn Tulun, dokončani leta 879. Wijdan Ali to opisuje tudi kot prvo sistematično uporabo koničaste različice. Podkvasti loki rahlo koničaste oblike so bili uporabljeni tudi v aglabidski arhitekturi 9. stoletja, vključno z Veliko mošejo v Kairouanu (okoli 836) in mošejo Ibn Khajruna (866).

### Razvoj na Iberskem polotoku in v Magrebu
V Al Andaluzu (na Iberskem polotoku) in zahodni Severni Afriki (Magreb) so podkvasti loki razvili svojo značilno obliko. Pred muslimansko invazijo na Španijo so jih Vizigoti na Iberskem polotoku uporabljali v svoji arhitekturi. Čeprav je možno, da si je andaluzijska arhitektura podkvast lok izposodila iz Omajadske Sirije, je zaradi teh lokalnih precedensov enako verjetno, da se je namesto tega razvila lokalno. "Mavrski" lok pa je bil nekoliko drugačen in bolj prefinjene oblike kot vizigotski lok, saj je manj raven in bolj krožen.
Omajadi iz Al Andaluza so, začenši z obdobjem emiratov, vidno in povsod uporabljali podkvaste loke, ki so jih pogosto zaprli v alfiz (pravokoten okvir), da bi poudarili učinek njegove oblike. To je mogoče videti v velikem merilu v njihovem glavnem delu, Veliki mošeji v Córdobi. Njegova najbolj izrazita oblika pa se je utrdila v 10. stoletju v obdobju kalifa, kot je razvidno iz Medine Azahara, kjer so loki sestavljeni iz približno treh četrtin kroga in so uokvirjeni v alfizu. Kordobski slog podkvastega loka se je razširil po vsem kalifatu in sosednjih območjih, prevzeli pa so ga nasledniki muslimanskih emiratov polotoka, taife, kot tudi arhitektura Magreba pod poznejšimi rodbinami. Njegova uporaba je ostala še posebej dosledna v obliki mošejskih mihrabov.
Na severnem Iberskem polotoku, kjer je vladala Asturija in druga krščanska kraljestva, se je uporaba podkvastih lokov nadaljevala pod vplivom prejšnje vizigotske arhitekture in sodobne islamske arhitekture. Dodatek alfiza okoli podkvastih lokov je bil še en detajl, ki je bil bolj specifično izposojen iz islamskih slogov. Od 9. stoletja so nekateri Mozarabci (kristjani, ki so živeli pod muslimansko oblastjo) zapustili Al Andaluz in se naselili na severnih krščanskih ozemljih, kjer so prispevali k popularizaciji te oblike na lokalni ravni, kot je prikazano v San Miguel de Escalada (10. stoletje). Mozarabci so v svojo umetnost vključili tudi podkvaste loke, na primer v iluminirane rokopise.
Pod Almoravidi (11.–12. stoletje) so se v regiji začeli pojavljati prvi koničasti podkvasti loki, ki so se nato bolj razširili v obdobju Almohadov (12.–13. stoletje). Ta koničasti podkvasti lok je verjetno severnoafriškega izvora. Umetnostni zgodovinar Georges Marçais ga je pripisal zlasti Ifrikiji (današnji Tuniziji), kjer je bil prisoten v zgodnejši aglabidski in fatimidski arhitekturi.
Ko se je muslimanska oblast umaknila v Al Andaluzu, je slog mudéjar, ki se je razvil od 12. do 16. stoletja pod špansko krščansko vladavino, nadaljeval tradicijo podkvastih lokov na Iberskem polotoku. Podkvasti loki so se še naprej uporabljali tudi v Magrebu, v arhitekturi Maroka, Alžirije in Tunizije.
- Cerkev Santa Eulalia de Bóveda blizu Luga, Španija (4.–5. stoletje),[28] zgodnjekrščansko ali vizigotsko obdobje
- Cerkev San Juan de Baños v Španiji (sredina 7. stoletja)[29]
- Molitvena dvorana Velike mošeje v Córdobi, Španija (konec 8. stoletja)
- Podkvasti loki v Veliki mošeji v Kairouanu, Tunizija (9. stoletje)
- Cerkev San Miguel de Escalada pri Leónu, Španija (10. stoletje); primer mozarabske ali repoblaciónske arhitekture
- Loki z alfizom v mozarabski cerkvi Santiago de Peñalba (10. stoletje)[30]
- Mihrab Velike mošeje v Córdobi (10. stoletje), s podkvastim lokom, ki se odpira s pravokotnim alfizom
- Oboki v kalifatskem slogu palače Taifa (11. stoletje) v Alcazabi v Málagi, Španija
- Koničasti podkvasti loki v mošeji Tinmal v Maroku (12. stoletje), značilni za obdobje Almohadov in pozneje
- Arhitektura mudéjar v cerkvi San Roman v Toledu v Španiji (12. ali 13. stoletje)[31]
- Medresa Bou Inania v Fesu, Maroko (14. stoletje), iz marinidskega obdobja
- Koničasti podkvasti loki v Dar Mustapha Pasha v Alžiru, Alžirija (1799)[32]

### Uporaba v drugih delih islamskega sveta
Podkvasti loki so bili pogosti tudi v arhitekturi Guridov in Gaznavidov (11.-13. stoletje) v Srednji Aziji, čeprav so imeli v tej regiji ostre koničaste vrhove, v nasprotju s tistimi v zahodnem islamskem svetu. Včasih so bili zašiljeni ali pa so jim dali večlistne dodatke. Približno ob istem času ali kmalu zatem se začnejo pojavljati daleč na vzhodu do Indije, v indo-islamski arhitekturi, kot na primer v vratih Alai Darvaza (iz leta 1311) v kompleksu Qutub v Delhiju, čeprav v Indiji niso bili dosledna značilnost.
Nekateri koničasti loki z rahlo podkvasto obliko se pojavljajo v ajubidski arhitekturi v Siriji. Izjemoma se pojavlja v nekaterih primerih mameluške arhitekture. Pojavlja se na primer v nekaterih podrobnostih kompleksa Sultan Qalawun v Kairu, zgrajenega leta 1285. Podkvaste loke v andaluzijskem slogu najdemo tudi ob minaretu mošeje Ibn Tuluna v Kairu, ki verjetno izvira iz prenove starejše mošeje iz 9. stoletja, ki jo je v 13. stoletju naročil sultan Lajin. [52]

### Uporaba v neomavrski arhitekturi
Poleg njihove uporabe po vsem islamskem svetu so podkvasti loki postali priljubljeni v zahodnih državah v neomavrski arhitekturi, ki je postala modna v 19. stoletju. Veliko so jih uporabljali v sinagogah. Uporabljali so jih v neomudéjarskem slogu v Španiji, drugi vrsti neomavrskega sloga. Uporabljajo se v nekaterih oblikah arhitekture indo-saracenskega preporoda, slogu iz 19. stoletja, povezanem z Britansko Indijo.

### Uporaba v Art nouveau
Pretirani podkvasti loki so bili priljubljeni tudi v nekaterih oblikah secesijske arhitekture, predvsem v Bruslju. Med drugimi primeri je to mogoče videti na ulični fasadi hiše Cauchie.